# فيليكس ماير
فيليكس ماير (بالإنجليزية: Felix Meyer)‏ (و. 1653 – 1713 م) هو رسام، من سويسرا، توفي عن عمر يناهز 60 عاماً.